# Lac Crawford
Le lac Crawford ( Wendat:  Kionywarihwaen  ) est un lac près de la communauté de Campbellville, dans la ville de Milton en Ontario (Canada). Il est situé dans la zone de protection de la nature du Lac Crawford, une zone écologiquement sensible au niveau régional, une zone d'intérêt naturel et scientifique de l'Ontario et une partie de la réserve mondiale de la biosphère de l'escarpement du Niagara.
Le lac Crawford est méromictique, ce qui signifie qu'il a séquentiellement déposé des stratifications saisonnières par varves au fond; ceux-ci permettent une datation précise des carottes de sédiments et font du lac Crawford un site de choix pour les études archéologiques et géochimiques. Grâce à l'analyse pollinique, la reconstruction de l'histoire de la région sur plusieurs centaines d'années a été possible. L'analyse pollinique a révélé l'histoire agricole des Iroquoiens indigènes et la présence d'un village contact pré-européen. Le village Wendat-Huron a été reconstitué dans l'aire de conservation à partir de nombreuses années de travail d'archéologues, de références historiques et de traditions orales des Premières Nations.
De plus, l'analyse géochimique des carottes de sédiments a permis de reconstituer l'histoire environnementale (par exemple, l'impact humain, la pollution) de la zone. Par exemple, certaines de ces analyses ont révélé les tendances et les sources de la pollution atmosphérique sur environ 150 ans. La stratigraphie bien distinguée a conduit le lac à devenir un candidat pour déterminer la date de début de l'Anthropocène proposée; s'il est sélectionné, le premier âge de l'Anthropocène pourrait être nommé le « Crawfordien », d'après le lac.
Le lac a été choisi pour représenter le « site clé qui montre que nous sommes dans une nouvelle époque climatique ». Le lac a été décrit comme le « clou d'or » montrant l'impact humain global sur la Terre.